# Liste der Monuments historiques in Magnien
Die Liste der Monuments historiques in Magnien führt die Monuments historiques in der französischen Gemeinde Magnien auf.

## Liste der Objekte
| Bezeichnung                  | Beschreibung                                                                         | Standort                      | Kennzeichnung | Schutzstatus | Datum | Bild |
| ---------------------------- | ------------------------------------------------------------------------------------ | ----------------------------- | ------------- | ------------ | ----- | ---- |
| Skulptur Heiliger Leodegar   | Holz, farbig gefasst, 16. Jahrhundert                                                | in der Kirche St-Agnan (Lage) | PM21001390    | Classé       | 1916  |      |
| Glocke                       | Bronze, 1733 gegossen                                                                | in der Kirche St-Agnan (Lage) | PM21001391    | Classé       | 1964  |      |
| Skulptur Madonna mit Kind    | Holz, farbig gefasst, 17. Jahrhundert                                                | in der Kirche St-Agnan (Lage) | PM21003373    | Inscrit      | 1972  |      |
| Skulptur eines Mönchs        | Lindenholz, farbig gefasst, Ende des 18. Jahrhunderts; aus der Eremitage Saint-Félix | in der Kirche St-Agnan (Lage) | PM21003374    | Inscrit      | 1972  |      |
| Skulptur Johannes der Täufer | Lindenholz, farbig gefasst, Ende des 18. Jahrhunderts; aus der Eremitage Saint-Félix | in der Kirche St-Agnan (Lage) | PM21003375    | Inscrit      | 1972  |      |